# بيدرو جوليو ماركيز ريبيرو
بيدرو جوليو ماركيز ريبيرو (8 فبراير 1979 في البرتغال - ) هو لاعب كرة قدم برتغالي في مركز الدفاع. شارك مع منتخب البرتغال تحت 20 سنة لكرة القدم. أما مع النوادي، فقد لعب مع نادي بوافيشتا ونادي بيرا مار ونادي ريو أفي وS.C. Alba ‏.

## وصلات خارجية
- بيدرو جوليو ماركيز ريبيرو على موقع قاعدة بيانات كرة القدم.إي يو (الإنجليزية)
- بيدرو جوليو ماركيز ريبيرو على موقع Soccerway.com (الإنجليزية)
- بيدرو جوليو ماركيز ريبيرو على موقع عالم كرة القدم.نت (الإنجليزية)